# Nederlands kampioenschap shorttrack 2016
Het Nederlands kampioenschap  shorttrack 2016 werd op 2 en 3 januari gehouden in Amsterdam. Jorien ter Mors heroverde haar titel bij de vrouwen, haar vijfde in totaal, en Freek van der Wart won zijn tweede titel bij de mannen. Er werd gestreden in vijf categorieën.

## Resultatenoverzicht
|                               | Goud               | Zilver            | Brons             |
| ----------------------------- | ------------------ | ----------------- | ----------------- |
| Mannen senioren               | Freek van der Wart | Adwin Snellink    | Daan Breeuwsma    |
| Vrouwen senioren/junioren A/B | Jorien ter Mors    | Suzanne Schulting | Rianne de Vries   |
| Jongens junioren A/B          | Koen Slootweg      | Jasper Brunsmann  | Tjerk de Boer     |
| Jongens junioren C            | Hugo Bosma         | Niels Kingma      | Kjeld Vloemans    |
| Meisjes junioren C            | Marijn Wiersma     | Sanne Hofker      | Georgie Dalrymple |

## Mannen

### Afstandsmedailles
| Onderdeel | Goud               | Zilver             | Brons            |
| --------- | ------------------ | ------------------ | ---------------- |
| 500m      | Freek van der Wart | Adwin Snellink     | Dylan Hoogerwerf |
| 1000m     | Freek van der Wart | Dennis Visser      | Itzhak de Laat   |
| 1500m     | Daan Breeuwsma     | Freek van der Wart | Dennis Visser    |
| 3000m     | Adwin Snellink     | Itzhak de Laat     | Mark Prinsen     |

### Puntenklassement
| #      | Schaatser          | 1500m | 500m | 1000m | 3000m | Finalepunten |
| ------ | ------------------ | ----- | ---- | ----- | ----- | ------------ |
| Goud   | Freek van der Wart | 21    | 34   | 34    | 2     | 91           |
| Zilver | Adwin Snellink     | 3     | 21   | 3     | 39    | 66           |
| Brons  | Daan Breeuwsma     | 34    | 8    | 0     | –     | 42           |
| 4      | Dennis Visser      | 13    | 0    | 21    | 5     | 39           |
| 5      | Itzhak de Laat     | 2     | 2    | 13    | 21    | 38           |
| 6      | Mark Prinsen       | 8     | 5    | 8     | 13    | 34           |
| 7      | Dylan Hoogerwerf   | 0     | 13   | 5     | 8     | 26           |
| 8      | Leon Bloemhof      | 5     | 3    | 2     | 3     | 13           |
| 9      | Koen Hakkenberg    | 1     | 1    | 0     | –     | 2            |
| 10     | Mylan Elzink       | 0     | 0    | 1     | –     | 1            |

## Vrouwen

### Afstandsmedailles
| Onderdeel | Goud             | Zilver            | Brons             |
| --------- | ---------------- | ----------------- | ----------------- |
| 500m      | Lara van Ruijven | Roza Kooystra     | Yara van Kerkhof  |
| 1000m     | Jorien ter Mors  | Suzanne Schulting | Yara van Kerkhof  |
| 1500m     | Jorien ter Mors  | Suzanne Schulting | Yara van Kerkhof  |
| 2000m     | Rianne de Vries  | Jorien ter Mors   | Suzanne Schulting |

### Puntenklassement
| #      | Schaatser           | 1500m | 500m | 1000m | 2000m | Finalepunten |
| ------ | ------------------- | ----- | ---- | ----- | ----- | ------------ |
| Goud   | Jorien ter Mors     | 34    | 3    | 34    | 21    | 92           |
| Zilver | Suzanne Schulting   | 21    | 8    | 21    | 13    | 63           |
| Brons  | Rianne de Vries     | 2     | 3    | 8     | 39    | 52           |
| 4      | Lara van Ruijven    | 8     | 34   | 3     | 5     | 50           |
| 5      | Yara van Kerkhof    | 13    | 13   | 13    | 8     | 47           |
| 6      | Roza Kooystra       | 5     | 21   | 0     | 2     | 28           |
| 7      | Gioya Lancee        | 1     | 0    | 5     | 3     | 9            |
| 8      | Tineke den Dulk     | 3     | 0    | 2     | 1     | 6            |
| 9      | Avalon Aardoom      | 0     | 2    | 1     | –     | 3            |
| 10     | Anke Jannie Landman | 0     | 1    | 0     | –     | 1            |